# Коток (молотьба)

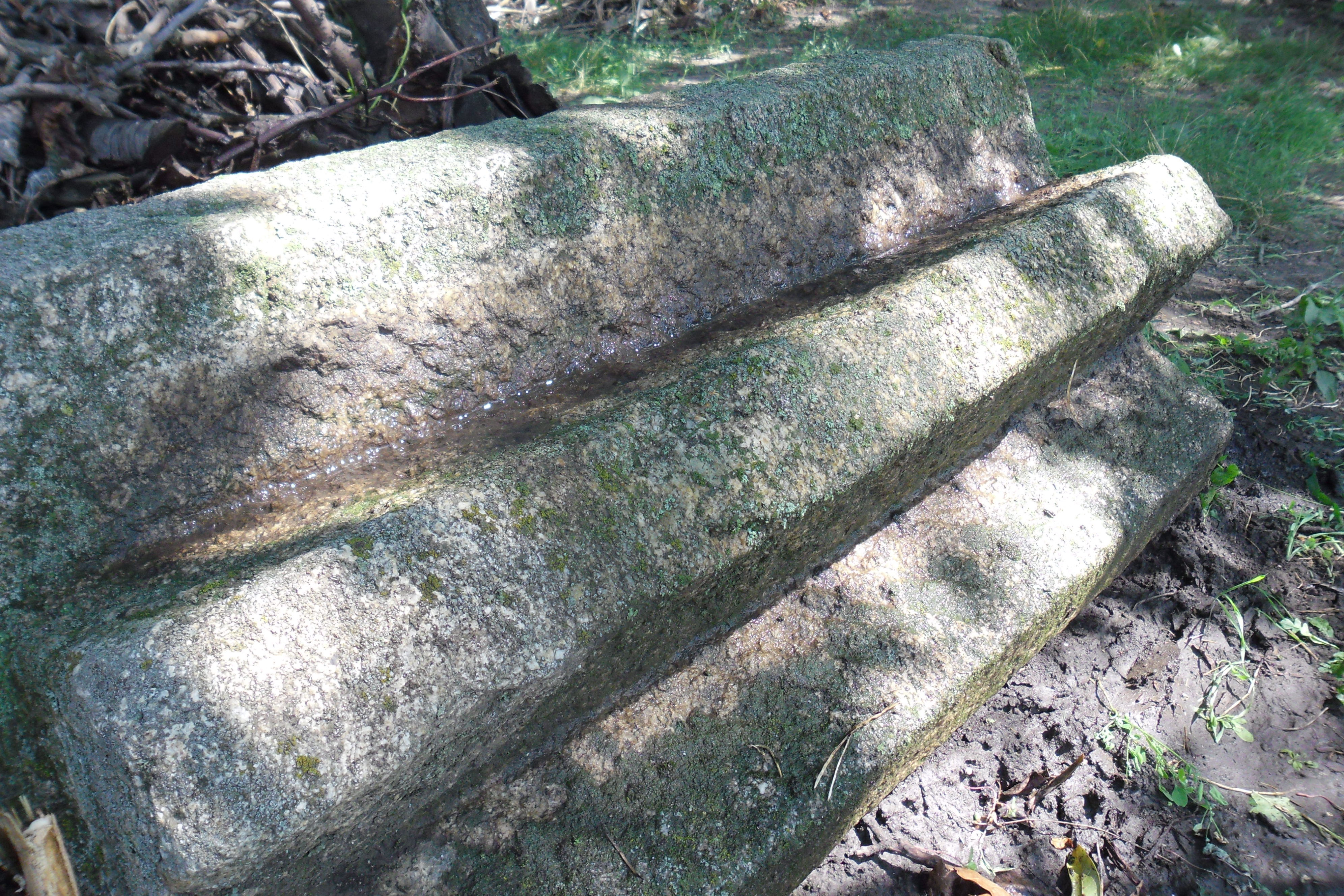
Коток для молотьби. Кінець ХІХ — початок XX ст. Запорізька область.

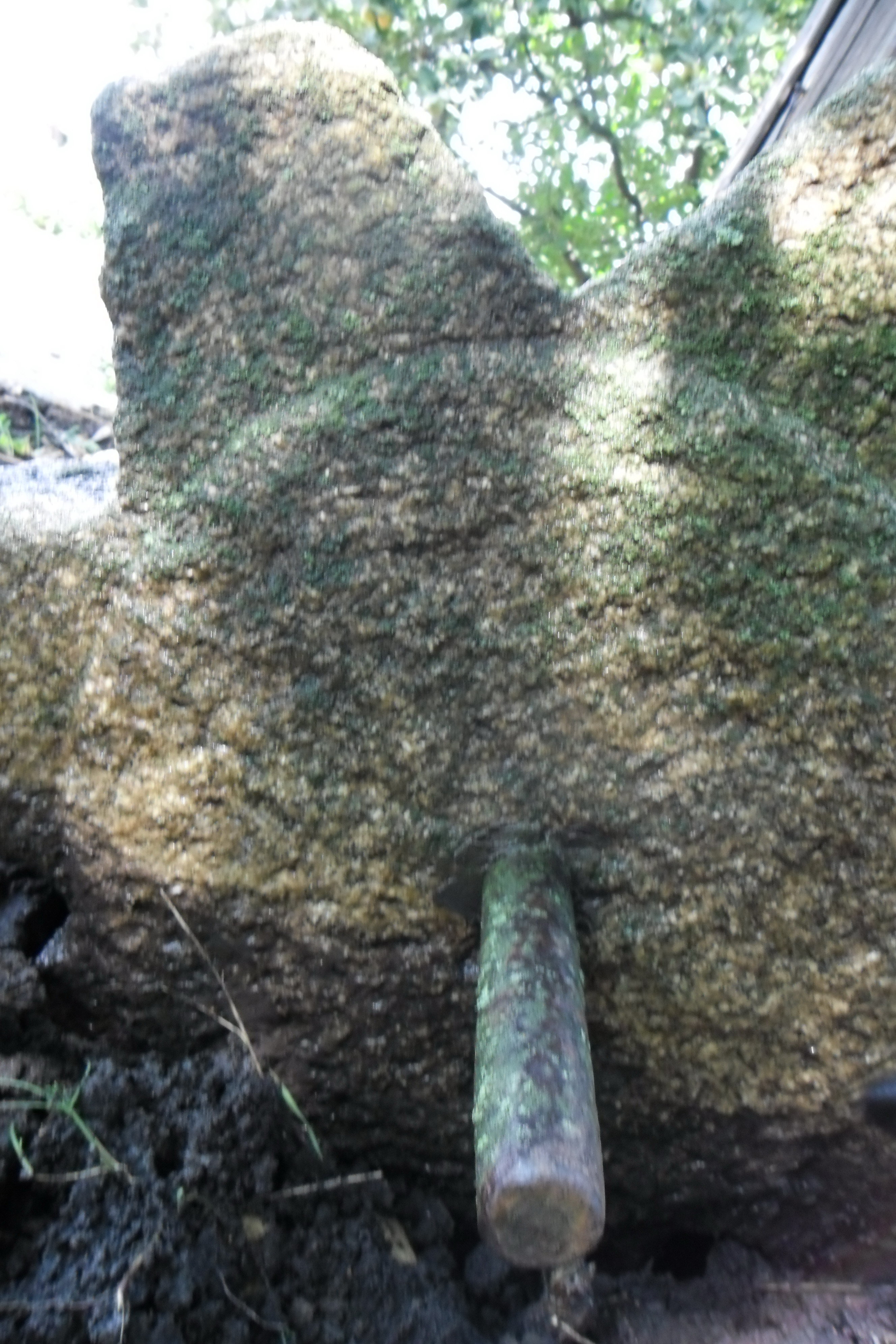
Торець котка. Кріплення металевого штиря-осі. Кінець ХІХ — початок XX ст. Запорізька область.

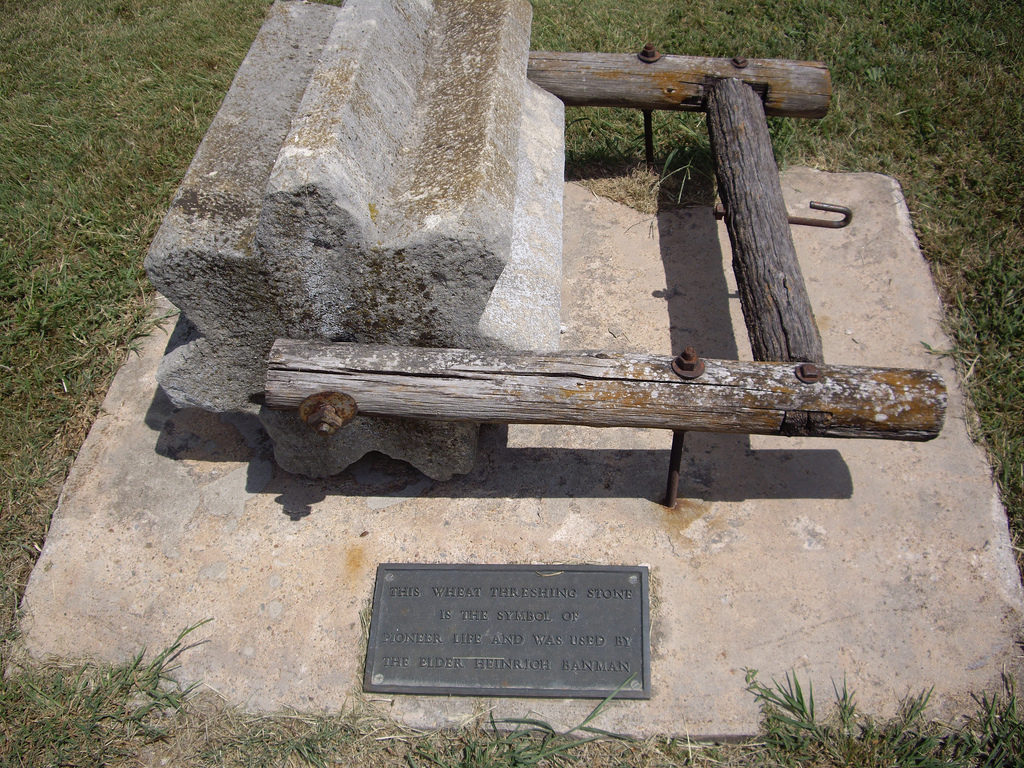
Молотильний коток з рамою

Молотильний кото́к, гарма́н (як правило, дубовий оббитий залізом) — кам'яне або бетонне знаряддя (інколи — з дуба оббитого залізом) для молотьби. Тік, на якому використовували коток, також називався гарманом.
Слово «гарман» походить через тур. harman («молотьба», «тік») від перс. härmän («купа збіжжя»).
Молотьбу з допомогою гармана називали гармануванням. Гарманували за допомогою коней, що приводили котки в рух.

## Загальний опис
Коток для молотьби в Україні був відомий уже з XVII ст., але ще не набув широкого застосування. Поширення в Україні відбулося принаймні ХІХ — початку XX ст., зокрема у областях, де вирощували пшеницю та інші хлібні злаки. Альтернативними способами молотьби були ціп та молотьба кіньми, які ходили по розстелених снопах по колу. Використання молотильного котка, який приводився в рух одним або двома кіньми, набагато полегшувало цю роботу.
Дикий камінь для котків добували в ярах, з нього виробляли циліндр довжиною близько 75 см, діаметром 45-50 см, а з обох кінців пробивали діри глибиною 10 см. У них вставляли металеві штирі, які служили ніби його поздовжньою віссю. Для кращого кочення по колу циліндр дещо скошували — два його кінці трохи відрізнялися діаметрами. Вузький кінець каменя при молотьбі звертався до центру кола обмолоту. Вага такого каменя була близько 100 кг. Молотильний камінь-коток вправляли у дерев'яну раму з чотирьох брусків, два з яких своєю серединою кріпилися на осі. На раму навішували поперечну тягу з барками для упряжки коней. Такий масивний і важкий камінь, котячись по настелених снопах, набагато краще і швидше вимолочував зерно і перебивав солому, значно прискорював роботу.
Спершу камені-котки виготовляли з природного каменю, наприклад, у Таврійській губернії найчастіше з граніту. Але згодом його почали виготовляти з бетону, відливаючи у спеціальних формах.
Молотильні котки могли робити з дубового дерева, оковуючи їх залізом. Саме такі котки зазвичай і називали гарманами.